# Lluminositat

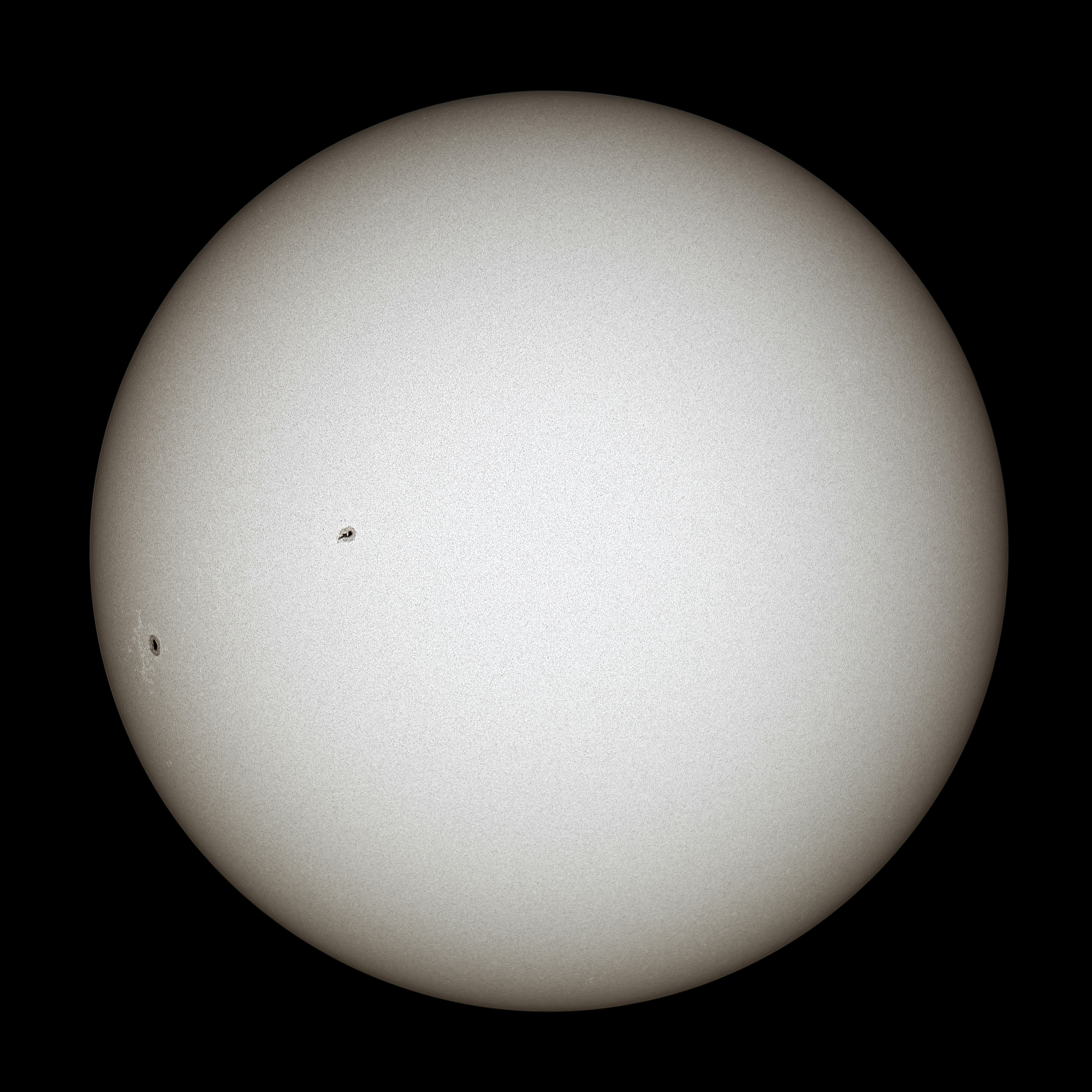
El Sol té una lluminositat intrínseca de 3.83. En astronomia, aquesta quantitat és igual a una lluminositat solar, representada pel símbol L_{⊙}. Una estrella amb quatre vegades la potència radiativa del Sol té una lluminositat de 4.

La lluminositat o brillantor és la quantitat de flux lluminós que emet una font de llum en una direcció, en una unitat d'angle sòlid. La seva unitat de mesura en el sistema internacional d'unitats és la candela (cd), que és la intensitat lluminosa, en la direcció perpendicular respecte a una superfície d'1/600.000 m² d'un cos negre a la temperatura de congelació del platí, a una pressió de 101.325 pascals.
La seva expressió és:
{\displaystyle E={\frac {I}{D^{2}}}}
en què E és la lluminositat, I la intensitat i D la distància. La intensitat lluminosa forma part de les magnituds fonamentals de la física.
En física de partícules, es defineix la lluminositat instantània com el nombre de partícules per unitat de superfície i per unitat de temps en un feix. Es mesura en unitats inverses de secció eficaç per unitat de temps. En integrar aquesta quantitat durant un període, s'obté la lluminositat integrada, la qual es mesura en unitats inverses de secció eficaç (per exemple, el pb-1). Quant més gran és aquesta quantitat, més gran és la probabilitat que es produeixin successos interessants en un experiment d'altes energies. En un procés la secció eficaç (σ) del qual coneixem, per a una lluminositat integrada L donada, es pot estimar el nombre de vegades que es produirà aquest succés simplement multiplicant ambdues quantitats:
Nombre de successos = L × σ
En astronomia, la lluminositat o lluminositat absoluta és la quantitat d'energia per unitat de temps emesa en totes direccions per un cos celeste. Està directament relacionada amb la magnitud absoluta. Usualment, se sol mesurar per comparació amb la lluminositat del Sol.
En el sistema internacional la lluminositat es mesura en joules per segon, o watts. En astronomia, els valors de la lluminositat es donen sovint en els termes de la lluminositat solar, L⊙. La lluminositat també es pot donar en termes del sistema astronòmic magnitud: la magnitud bolomètrica absoluta (Mbol) d'un objecte és una mesura logarítmica de la seva taxa d'emissió d'energia total, mentre que la magnitud absoluta és una mesura logarítmica de la lluminositat dins d'algun rang específic de longitud d'ona o banda de filtre.
En canvi, el terme brillantor en astronomia s'utilitza generalment per referir-se a la brillantor aparent d'un objecte: és a dir, com de brillant sembla un objecte a un observador. La brillantor aparent depèn tant de la lluminositat de l'objecte com de la distància entre l'objecte i l'observador, i també de qualsevol absorció de llum al llarg del camí d'objecte a observador. La magnitud aparent és una mesura logarítmica de la brillantor aparent. La distància determinada per les mesures de lluminositat pot ser una mica ambigua i, per tant, de vegades s'anomena distància de lluminositat.

## Unitats de fotometria del SI
| Magnitud             | Símbol | Unitat del SI             | abeura. | Notes                                                          |
| -------------------- | ------ | ------------------------- | ------- | -------------------------------------------------------------- |
| Energia lluminosa    | Q v    | lumen segon               | lm·s    | A vegades es fa servir la denominació Talbot, aliena al SI     |
| Flux lluminós        | F      | lumen (= cd·sr)           | lm      | Mesura de la potència lluminosa percebuda                      |
| Intensitat lluminosa | I v    | candela (= lm/sr)         | cd      | Una Unitat bàsica del SI                                       |
| Luminància           | L v    | candela per metre quadrat | cd/m 2  | A vegades es fa servir la denominació nit, aliena al SI        |
| Il·luminació         | E v    | lux (= lm/m 2 )           | lx      | Usat per mesurar la incidència de la llum sobre una superfície |
| Emitància lluminosa  | M v    | lux (= lm/m 2 )           | lx      | Usat per mesurar la llum emesa per una superfície              |
| Eficàcia lluminosa   |        | lumen per watt            | lm/W    | Raó entre flux lluminós i flux radiant                         |

## Mesura
Quan no està qualificat, el terme "lluminositat" significa lluminositat bolomètrica, que es mesura en les unitats SI, watts, o en termes de lluminositats solars. Un bolòmetre és l'instrument que s'utilitza per mesurar l'energia radiant en una banda ampla mitjançant l'absorció i mesurant l'escalfament. Una estrella també irradia neutrins, que transporten una mica d'energia (al voltant del 2% en el cas del Sol), contribuint a la lluminositat total de l'estrella. La IAU ha definit una lluminositat solar nominal de 3.828×1026 W per promoure la publicació de valors coherents i comparables en unitats de lluminositat solar.
Tot i que els bolòmetres existeixen, no es poden utilitzar per mesurar ni tan sols la brillantor aparent d'una estrella perquè són insuficientment sensibles a l'espectre electromagnètic i perquè la majoria de longituds d'ona no arriben a la superfície de la Terra. A la pràctica, les magnituds bolomètriques es mesuren prenent mesures a determinades longituds d'ona i construint un model d'espectre total que és més probable que coincideixi amb aquestes mesures. En alguns casos, el procés d'estimació és extrem, amb les lluminositats que es calculen quan s'observa menys de l'1% de la producció d'energia, per exemple amb una estrella Wolf-Rayet calenta observada només a l'infraroig. Les lluminositats bolomètriques també es poden calcular mitjançant una correcció bolomètrica a una lluminositat en una banda de pas determinada.
El terme lluminositat també s'utilitza amb relació a una banda de pas particular, com ara una lluminositat visual de banda K. En general, no són lluminositats en el sentit estricte d'una mesura absoluta de la potència radiada, sinó magnituds absolutes definides per a un determinat filtre en un sistema fotomètric. Existeixen diversos sistemes fotomètrics diferents. Alguns com el sistema fotomètric UBV o sistema Johnson es defineixen contra estrelles estàndard fotomètriques, mentre que altres com el sistema AB es defineixen en termes d'una densitat de flux espectral.

## Lluminositat estel·lar
En astronomia, la lluminositat és la potència (quantitat d'energia per unitat de temps) emesa en totes direccions per un cos celeste. Està directament relacionada amb la magnitud absoluta de l'astre. Aquest valor no és constant si es consideren períodes prou llargs, ja que l'estrella va canviant la seva lluminositat segons l'estat en què es trobi, però es manté constant en períodes usuals per a l'humà. Si bé pot portar a confusió, en astronomia la lluminositat és un concepte diferent del de lluentor; la lluentor depèn fonamentalment de la distància a la qual ens trobem d'un determinat objecte, mentre que la lluminositat és una propietat física intrínseca de l'estrella.
La lluminositat d'una estrella es pot determinar a partir de dues característiques estel·lars: grandària i temperatura efectiva. El primer sol ser representat en termes del radi solar, R⊙, mentre que aquest últim es representa en kelvins, però en la majoria dels casos cap pot mesurar-se directament. Per a determinar el radi d'una estrella, es necessiten altres dues mètriques: el diàmetre angular de l'estrella i la seva distància a la Terra. Tots dos es poden mesurar amb gran precisió en uns certs casos, amb supergegants fredes que sovint tenen grans diàmetres angulars, i algunes estrelles evolucionades fredes que tenen màser en les seves atmosferes que es poden usar per a mesurar la paral·laxi usant VLBI. No obstant això, per a la majoria de les estrelles, el diàmetre angular o la paral·laxi, o tots dos, estan molt per sota de la nostra capacitat de mesurament amb certesa. Atès que la temperatura efectiva és simplement un número que representa la temperatura d'un cos negre que reproduiria la lluminositat, òbviament no es pot mesurar directament, però es pot estimar a partir de l'espectre.
Una forma alternativa de mesurar la lluminositat estel·lar és mesurar la lluentor aparent i la distància de l'estrella. Un tercer component necessari per a derivar la lluminositat és el grau d'extinció interestel·lar que és present, una condició que generalment sorgeix a causa del gas i la pols presents en el medi interestel·lar (ISM), l'atmosfera terrestre, i la matèria circumestel·lar. En conseqüència, un dels desafiaments centrals de l'astronomia per a determinar la lluminositat d'una estrella és derivar mesures precises per a cadascun d'aquests components, sense les quals resulta difícil obtenir una xifra precisa de lluminositat. L'extinció només es pot mesurar directament si es coneixen les lluminositats real i observada, però es pot estimar a partir del color observat d'una estrella, usant models de la nivell esperat d'enrogiment del mitjà interestel·lar.
En el sistema actual de classificació estel·lar, les estrelles s'agrupen segons la temperatura, amb la classe O massives, molt joves i enèrgiques que compten amb temperatures superiors als 30.000 K mentre que les estrelles Classe M, menys massives i típicament més velles, exhibeixen temperatures inferiors a 3.500 K. Pel fet que la lluminositat és proporcional a la temperatura a la quarta potència, la gran variació en les temperatures estel·lars produeix una variació encara major en la lluminositat estel·lar. Pel fet que la lluminositat depèn d'una gran potència de la massa estel·lar, les estrelles lluminoses de gran massa tenen vides molt més curtes. Les estrelles més lluminoses són sempre estrelles joves, no més d'uns pocs milions d'anys per a les més extremes. En el diagrama de Hertzsprung-Russell, l'eix x representa la temperatura o el tipus espectral, mentre que l'eix i representa la lluminositat o la magnitud. La gran majoria de les estrelles es troben al llarg de la seqüència principal; les estrelles blaves de classe O es troben en la part superior esquerra del gràfic, mentre que les estrelles vermelles de classe M cauen en la part inferior dreta. Unes certes estrelles com a Deneb i Betelgeuse es troben a dalt ja la dreta de la seqüència principal, més lluminoses o més fredes que els seus equivalents en la seqüència principal. Una major lluminositat a la mateixa temperatura, o alternativament una temperatura més freda a la mateixa lluminositat, indica que aquestes estrelles són més grans que les de la seqüència principal i se les denomina gegants o supergegants.
Les supergegants blaves i blanques són estrelles d'alta lluminositat una mica més fredes que les estrelles de seqüència principal més lluminoses. Una estrella com Deneb, per exemple, té una lluminositat de al voltant de 200.000 L⊙, un tipus espectral d'A2 i una temperatura efectiva de al voltant de 8.500 K, cosa que significa que té un radi al voltant de 203 R☉ (1.41×1011 m). A tall de comparació, la supergegant vermella Betelgeuse té una lluminositat de al voltant de 100.000 L⊙, un tipus espectral de M2 i una temperatura de al voltant de 3.500 K, cosa que significa que el seu radi és d'aproximadament 1.000 R☉ (7.0×1011 m). Les supergegants vermelles són el tipus d'estrella més gran, però les més lluminoses són molt més petites i més calentes, amb temperatures de fins a 50.000 K i més i lluminositats de diversos milions de L⊙, cosa que significa que els seus els radis són només unes poques desenes de R⊙. Per exemple, R136a1 té una temperatura de més de 46.000 K i una lluminositat de més de 6.100.000 L⊙ (principalment en UV), és només 39 R☉ (2.7×1010 m).
Si és coneguda la temperatura efectiva "T" de cos negre de l'estrella, la Llei de Stefan-Boltzmann ens permet calcular la potència emesa per unitat de superfície de l'estrella:
{\displaystyle P_{S}=\sigma T^{4}\quad [{\text{W/}}m^{2}]}
On {\displaystyle \sigma =5.670374419\cdot 10^{-8}\quad [W\cdot m^{-2}\cdot K^{-4}]} és la Constant de Stefan-Boltzmann
Suposant l'estrella esfèrica de radi "R" l'àrea de la seva superfície és:
{\displaystyle S=4\pi R^{2}\quad [m^{2}]}
I la lluminositat "L" de l'estel és:
{\displaystyle L=4\pi R^{2}\sigma T^{4}\quad [{\text{W}}]}

### Lluminositat del Sol
La lluminositat del Sol, L☉ o LSol és la unitat clàssica usada en astronomia per a comparar la lluminositat d'altres astres. El seu valor aproximat és de
{\displaystyle L_{\bigodot }\approx 3,827\cdot 10^{26}\ [{\text{W}}]}.
S'observa que aquesta és una quantitat constant, i que no depèn de cap distància de mesurament.
Podem calcular una aproximació de la constant amb poques dades. La densitat de potència que la Terra rep del Sol és aproximadament:
{\displaystyle P_{\bigodot }=1367~\left[{\frac {\text{W}}{{\text{m}}^{2}}}\right]}.
Una esfera de radi R igual a 1 UA té una superfície de
{\displaystyle S_{E}=4\pi {R^{2}}~[{\text{m}}^{2}]\approx 4\cdot 3,1415\cdot (1,496\cdot 10^{11})^{2}~{[{\text{m}}^{2}]}}.
{\displaystyle S_{E}\approx 2,812\cdot 10^{23}~{[{\text{m}}^{2}]}}.
Si suposem que la densitat de potència que emet el Sol es manté constant en totes les direccions, podem calcular la potència total emesa com:
{\displaystyle L_{\bigodot }=P_{\bigodot }\cdot S_{E}~\left[{\text{W}}\right]}.
{\displaystyle L_{\bigodot }\approx 1367~\left[{\frac {\text{W}}{{\text{m}}^{2}}}\right]\cdot 2,812\cdot 10^{23}~{[{\text{m}}^{2}]}}.
{\displaystyle L_{\bigodot }\approx 3,8\cdot 10^{26}\ [{\text{W}}]}.